# 가자!대국민중심당
가자!대국민중심당은 2011년 10월 25일에 창당하여 2012년 4월 12일에 해체된 대한민국의 보수주의 정당이다.
2011년 10월 25일에 윤영오에 의해 새희망노인권익연대라는 이름으로 창당했으며 처음에는 노인들을 위한 정당을 표방했다. 이후에 국민생각에서 활동하다가 내부 문제로 인하여 탈당한 구천서 전 국회의원이 합류했고 2012년 3월 5일에 가자!대국민중심당으로 이름을 바꿨다. 2012년 3월 12일에 열린 전당대회에서는 구천서를 당 대표로 추대했다.
2012년 4월 11일에 실시된 제19대 국회의원 선거에서는 지역구 후보 없이 비례대표 후보 7명이 모두 출마했으나 득표율 0.28%를 기록하면서 원내 입성에 실패했다. 이에 따라 중앙선거관리위원회는 2012년 4월 12일에 가자!대국민중심당의 정당 등록을 취소했다.

## 역대 선거 현황

### 국회의원 선거
|  | 0% |

|  | 0.22% |

|  | 0% |